# Lizac
Lizac est une commune française située dans le centre du département de Tarn-et-Garonne, en région Occitanie.
Sur le plan historique et culturel, la commune est dans le Quercy Blanc, correspondant à la partie méridionale du Quercy, devant son nom à ses calcaires lacustres du Tertiaire.
Exposée à un climat océanique altéré, elle est drainée par le Tarn, le Lemboulas, le ruisseau de Lembenne et par un autre cours d'eau. La commune possède un patrimoine naturel remarquable : un site Natura 2000 (Les « vallées du Tarn, de l'Aveyron, du Viaur, de l'Agout et du Gijou »), un espace protégé (le « cours de la Garonne, de l'Aveyron, du Viaur et du Tarn ») et deux zones naturelles d'intérêt écologique, faunistique et floristique.
Lizac est une commune rurale qui compte 545 habitants en 2022.  Elle fait partie de l'aire d'attraction de Moissac. Ses habitants sont appelés les Lizacais ou  Lizacaises.

## Géographie

### Localisation
Commune située entre Moissac et Lafrançaise.

### Communes limitrophes
Lizac est limitrophe de cinq autres communes, dont Lafrançaise en deux endroits.
Les communes limitrophes sont  Labastide-du-Temple, Lafrançaise, Les Barthes, Meauzac et Moissac.
|         | Lafrançaise | Meauzac               |
| Moissac | Lizac       | Lafrançaise (enclave) |
|         | Les Barthes | Labastide-du-Temple   |

### Géologie et relief
La superficie de la commune est de 942 hectares ; son altitude varie de 63  à   168 mètres.

### Hydrographie

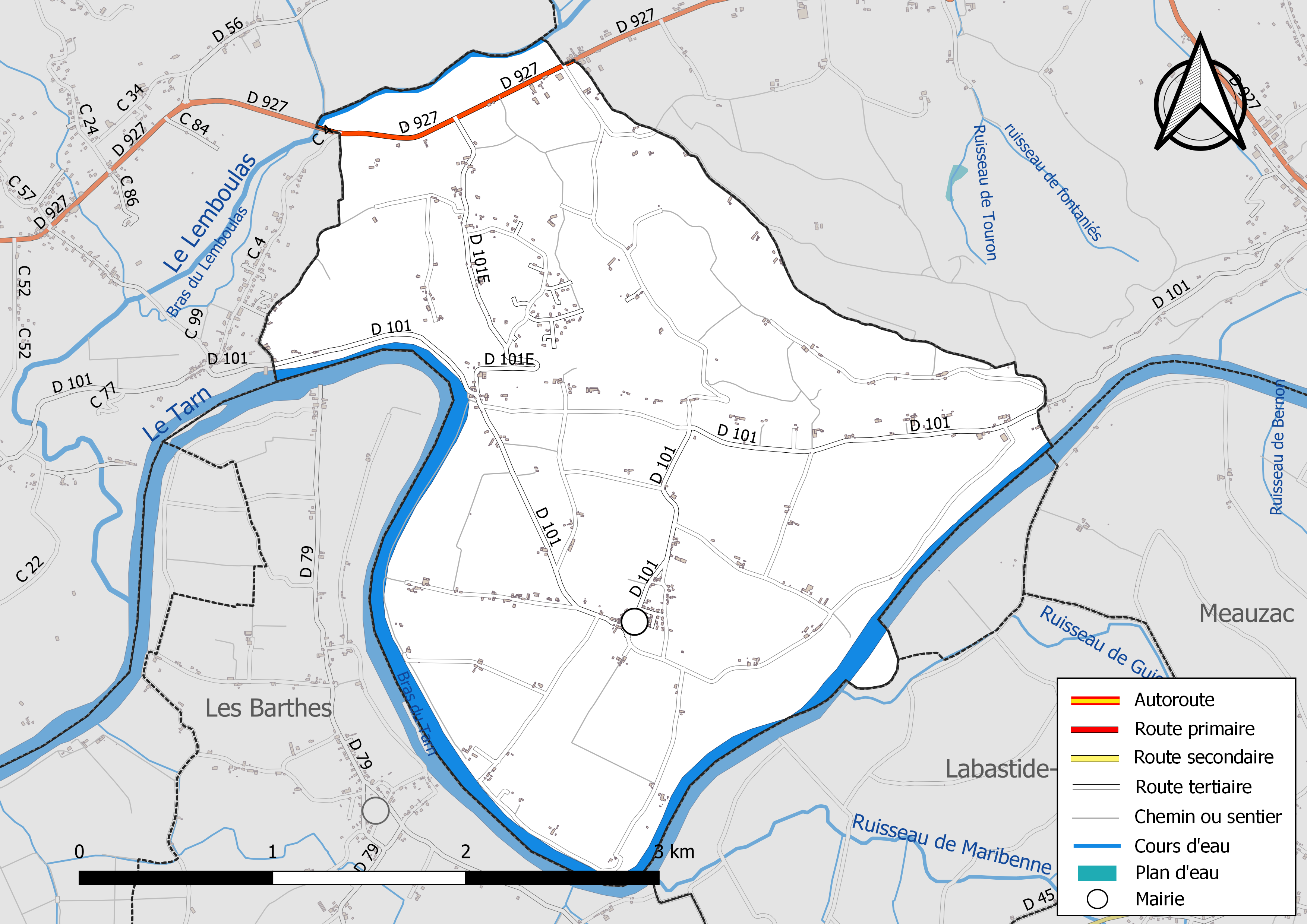
Réseaux hydrographique et routier de Lizac.

La commune est dans le bassin versant de la Garonne, au sein du bassin hydrographique Adour-Garonne. Elle est drainée par le Tarn, le Lemboulas, le ruisseau de Lembenne et un bras du Tarn, constituant un réseau hydrographique de 5 km de longueur totale,.
Le Tarn, d'une longueur totale de 380 km, prend sa source dans la commune de Pont de Montvert - Sud Mont Lozère et s'écoule d'est en ouest. Il traverse la commune et se jette dans la Garonne à Saint-Nicolas-de-la-Grave, après avoir traversé 98 communes.
Le Lemboulas, d'une longueur totale de 56,7 km, prend sa source dans la commune de Lalbenque et s'écoule du nord-est au sud-ouest. Il traverse la commune et se jette dans le Tarn à Castelsarrasin, après avoir traversé 15 communes.

### Climat
Pour des articles plus généraux, voir Climat de l'Occitanie et Climat de Tarn-et-Garonne.
En 2010, le climat de la commune est de type climat du Bassin du Sud-Ouest, selon une étude du Centre national de la recherche scientifique s'appuyant sur une série de données couvrant la période 1971-2000. En 2020, Météo-France publie une typologie des climats de la France métropolitaine dans laquelle la commune est exposée à un climat océanique altéré et est dans la région climatique Aquitaine, Gascogne, caractérisée par une pluviométrie abondante au printemps, modérée en automne, un faible ensoleillement au printemps, un été chaud (19,5 °C), des vents faibles, des brouillards fréquents en automne et en hiver et des orages fréquents en été (15 à 20 jours).
Pour la période 1971-2000, la température annuelle moyenne est de 13,6 °C, avec une amplitude thermique annuelle de 15,7 °C. Le cumul annuel moyen de précipitations est de 780 mm, avec 10,4 jours de précipitations en janvier et 6,2 jours en juillet. Pour la période 1991-2020, la température moyenne annuelle observée sur la station météorologique de Météo-France la plus proche, « Durfort », sur la commune de Durfort-Lacapelette à 9 km à vol d'oiseau, est de 14,0 °C et le cumul annuel moyen de précipitations est de 759,5 mm. 
La température maximale relevée sur cette station est de 42 °C, atteinte le 12 août 2003 ; la température minimale est de −13 °C, atteinte le 9 février 2012,,.
Les paramètres climatiques de la commune ont été estimés pour le milieu du siècle (2041-2070) selon différents scénarios d'émission de gaz à effet de serre à partir des nouvelles projections climatiques de référence DRIAS-2020. Ils sont consultables sur un site dédié publié par Météo-France en novembre 2022.

### Milieux naturels et biodiversité

#### Espaces protégés
La protection réglementaire est le mode d’intervention le plus fort pour préserver des espaces naturels remarquables et leur biodiversité associée,.
Un  espace protégé est présent sur la commune : 
le « cours de la Garonne, de l'Aveyron, du Viaur et du Tarn », objet d'un arrêté de protection de biotope, d'une superficie de 1 262,3 ha.

#### Réseau Natura 2000

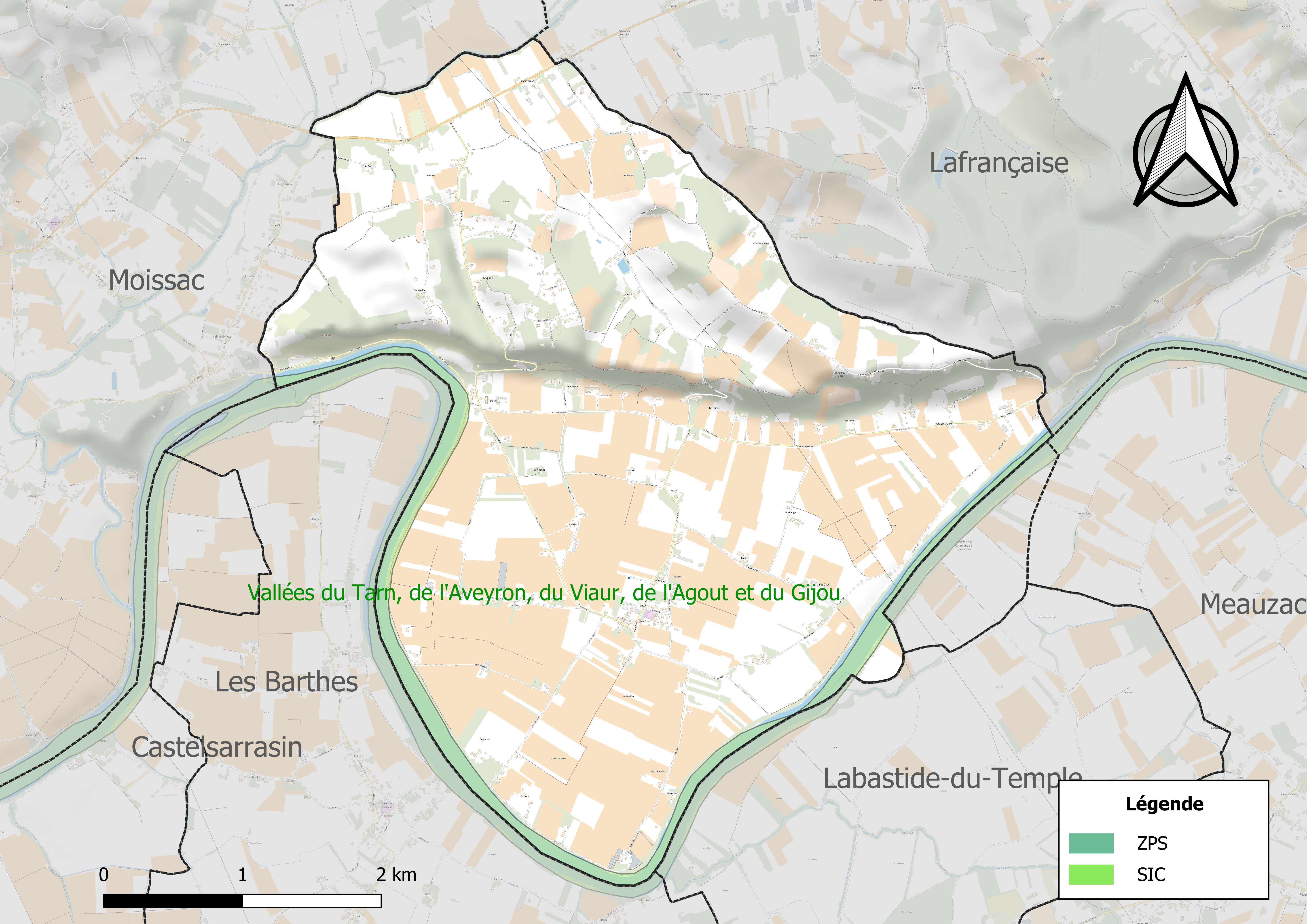
Site Natura 2000 sur le territoire communal.

Le réseau Natura 2000 est un réseau écologique européen de sites naturels d'intérêt écologique élaboré à partir des directives habitats et oiseaux, constitué de zones spéciales de conservation (ZSC) et de zones de protection spéciale (ZPS).
Un site Natura 2000 a été défini sur la commune au titre de la directive habitats : Les « vallées du Tarn, de l'Aveyron, du Viaur, de l'Agout et du Gijou », d'une superficie de 17 144 ha, s'étendant sur 136 communes dont 41 dans l'Aveyron, 8 en Haute-Garonne, 50 dans le Tarn et 37 dans le Tarn-et-Garonne. Elles présentent une très grande diversité d'habitats et d'espèces dans ce vaste réseau de cours d'eau et de gorges. La présence de la Loutre d'Europe et de la moule perlière d'eau douce est également d'un intérêt majeur.

#### Zones naturelles d'intérêt écologique, faunistique et floristique
L’inventaire des zones naturelles d'intérêt écologique, faunistique et floristique (ZNIEFF) a pour objectif de réaliser une couverture des zones les plus intéressantes sur le plan écologique, essentiellement dans la perspective d’améliorer la connaissance du patrimoine naturel national et de fournir aux différents décideurs un outil d’aide à la prise en compte de l’environnement dans l’aménagement du territoire.
Une ZNIEFF de type 1 est recensée sur la commune :
le « talus et coteaux du château des Mothes » (19 ha), couvrant 2 communes du département et une ZNIEFF de type 2, : 
la « basse vallée du Tarn » (3 623 ha), couvrant 49 communes dont huit dans la Haute-Garonne, 20 dans le Tarn et 21 dans le Tarn-et-Garonne.

Carte des ZNIEFF de type 1 et 2 à Lizac.
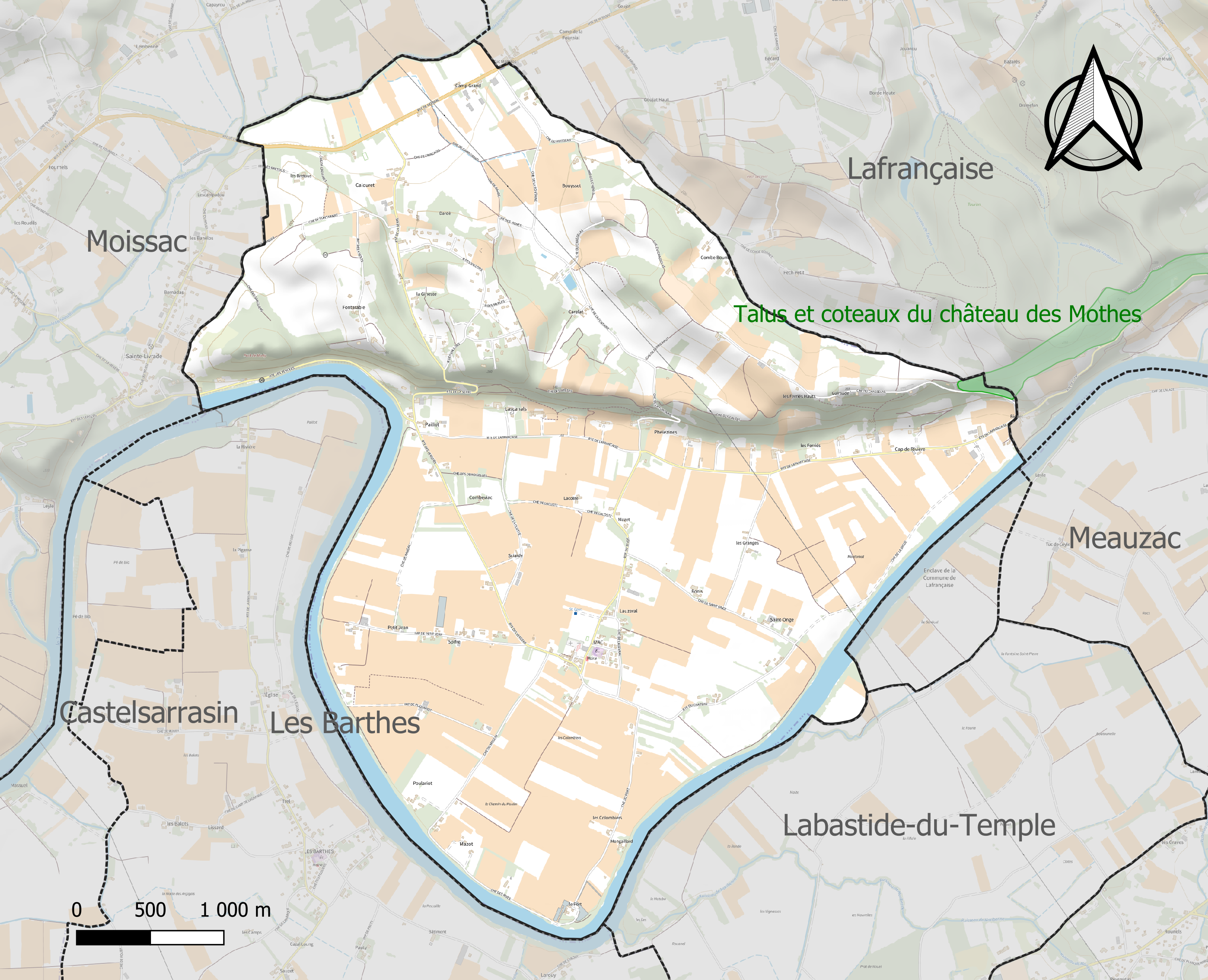
Carte de la ZNIEFF de type 1 sur la commune.
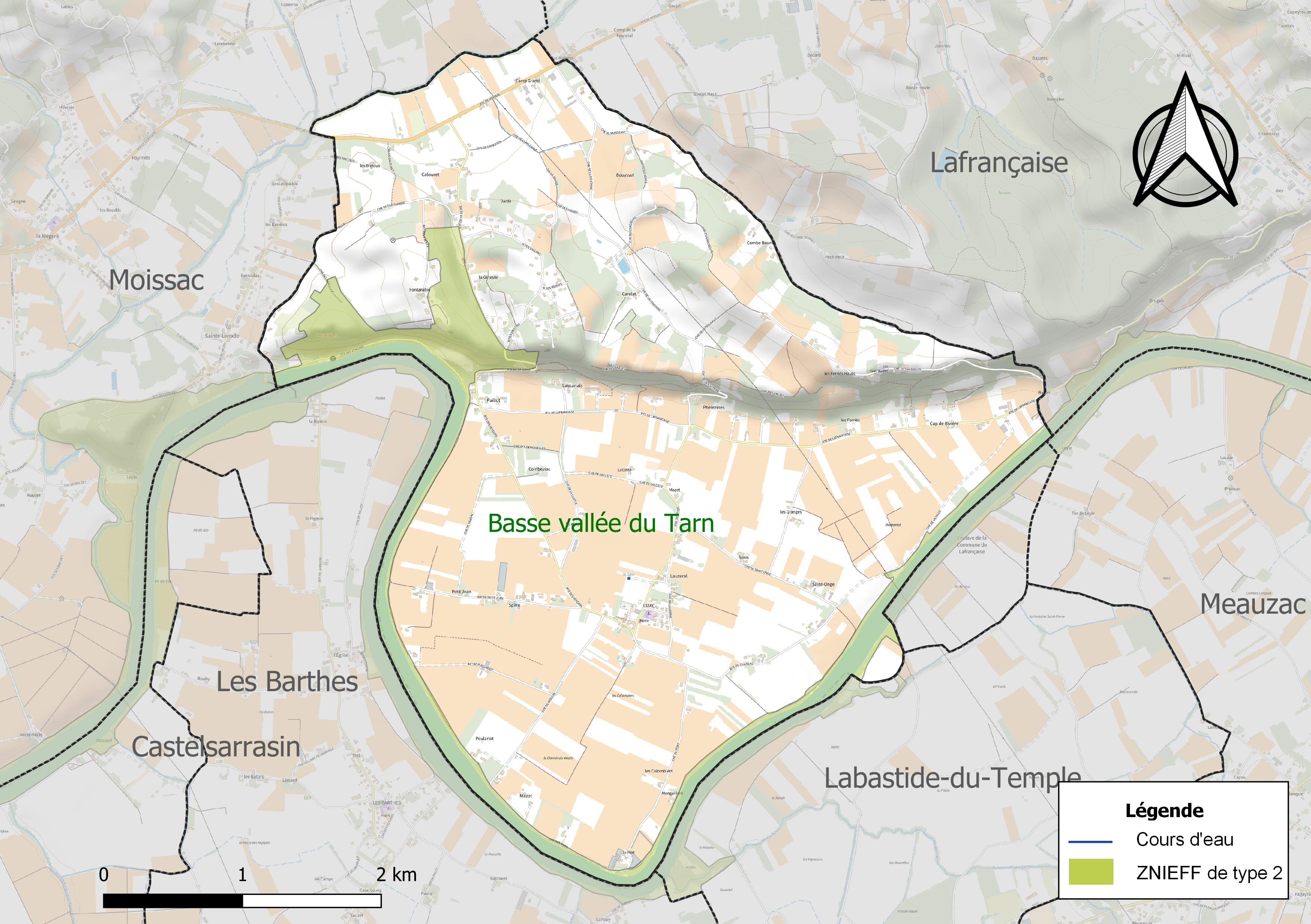
Carte de la ZNIEFF de type 2 sur la commune.

## Urbanisme

### Typologie
Au 1er janvier 2024, Lizac est catégorisée commune rurale à habitat dispersé, selon la nouvelle grille communale de densité à sept niveaux définie par l'Insee en 2022.
Elle est située hors unité urbaine. Par ailleurs la commune fait partie de l'aire d'attraction de Moissac, dont elle est une commune de la couronne,. Cette aire, qui regroupe 7 communes, est catégorisée dans les aires de moins de 50 000 habitants,.

### Occupation des sols

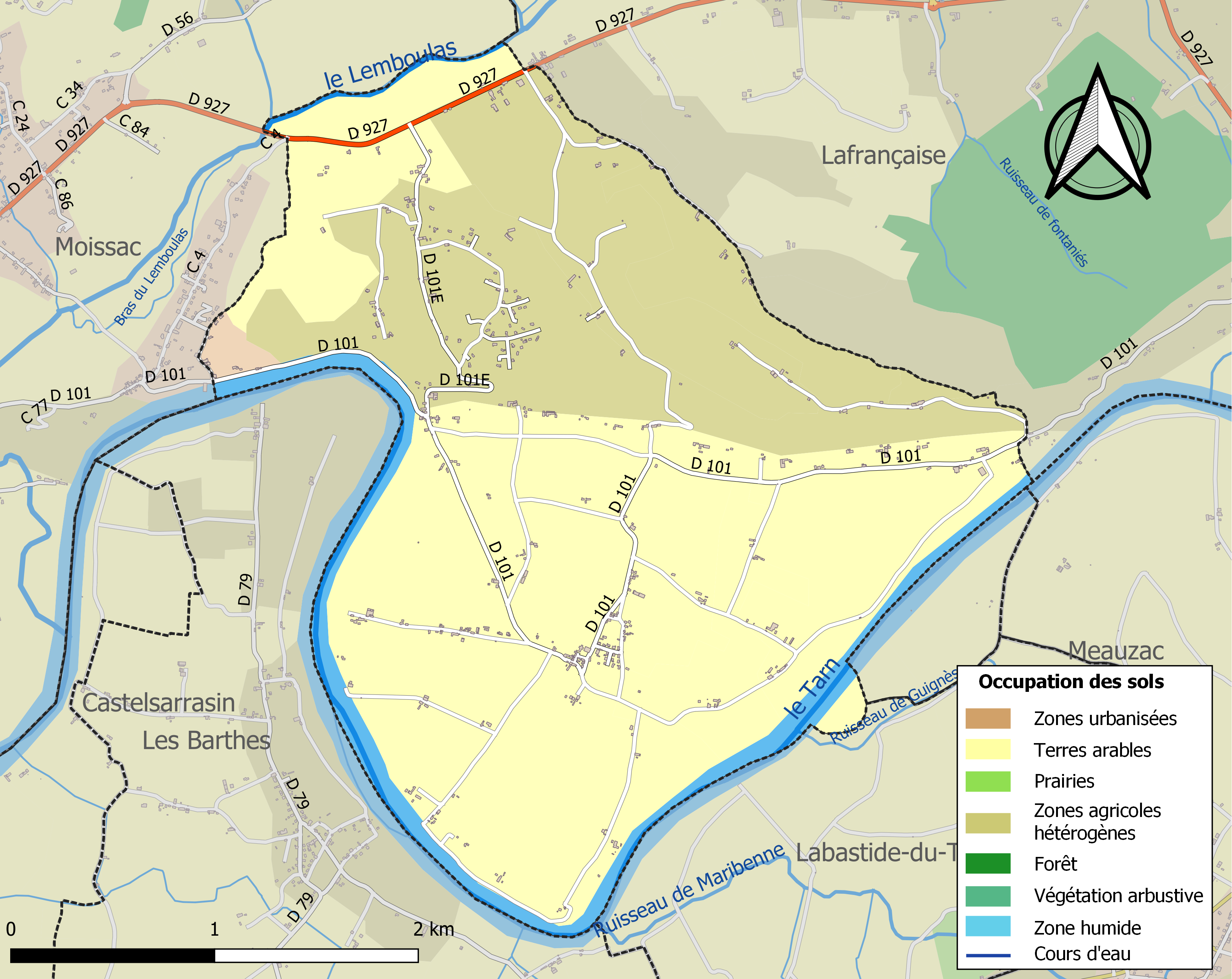
Carte des infrastructures et de l'occupation des sols de la commune en 2018 (CLC).

L'occupation des sols de la commune, telle qu'elle ressort de la base de données européenne d’occupation biophysique des sols Corine Land Cover (CLC), est marquée par l'importance des territoires agricoles (93,3 % en 2018), une proportion sensiblement équivalente à celle de 1990 (94 %). La répartition détaillée en 2018 est la suivante : 
cultures permanentes (48,3 %), zones agricoles hétérogènes (32,4 %), terres arables (12,6 %), eaux continentales (6 %), zones urbanisées (0,7 %). L'évolution de l’occupation des sols de la commune et de ses infrastructures peut être observée sur les différentes représentations cartographiques du territoire : la carte de Cassini (XVIIIe siècle), la carte d'état-major (1820-1866) et les cartes ou photos aériennes de l'IGN pour la période actuelle (1950 à aujourd'hui).

### Voies de communication et transports
Accès par la SNCF en gare de Castelsarrasin, par l'autoroute A62 et les routes départementales D 101 et D 927.

### Risques majeurs
Le territoire de la commune de Lizac est vulnérable à différents aléas naturels : météorologiques (tempête, orage, neige, grand froid, canicule ou sécheresse), inondations, mouvements de terrains et séisme (sismicité très faible). Il est également exposé à deux risques technologiques,  le transport de matières dangereuses et la rupture d'un barrage. Un site publié par le BRGM permet d'évaluer simplement et rapidement les risques d'un bien localisé soit par son adresse soit par le numéro de sa parcelle.

#### Risques naturels
La commune fait partie du territoire à risques importants d'inondation (TRI) de Montauban-Moissac, regroupant 15 communes concernées par un risque de débordement du Tarn, un des 18 TRI qui ont été arrêtés fin 2012 sur le bassin Adour-Garonne. La crue historique de mars 1930 a provoqué des dégâts considérables. Le sinistre a fait 210 morts et près de 10 000 sinistrés. 120 morts ont été recensés pour la seule ville de Moissac après la rupture des digues et 2 769 maisons ont été détruites en Tarn-et-Garonne. Des cartes des surfaces inondables ont été établies pour trois scénarios : fréquent (crue de temps de retour de 10 ans à 30 ans), moyen (temps de retour de 100 ans à 300 ans) et extrême (temps de retour de l'ordre de 1 000 ans, qui met en défaut tout système de protection). La commune a été reconnue en état de catastrophe naturelle au titre des dommages causés par les inondations et coulées de boue survenues en 1982, 1992, 1993, 1996, 1999 et 2003,.
Lizac est exposée au risque de feu de forêt. Le département de Tarn-et-Garonne présentant toutefois globalement un niveau d’aléa moyen à faible très localisé, aucun Plan départemental de protection des forêts contre les risques d’incendie de forêt (PFCIF) n'a été élaboré. Le débroussaillement aux abords des maisons constitue l’une des meilleures protections pour les particuliers contre le feu,.

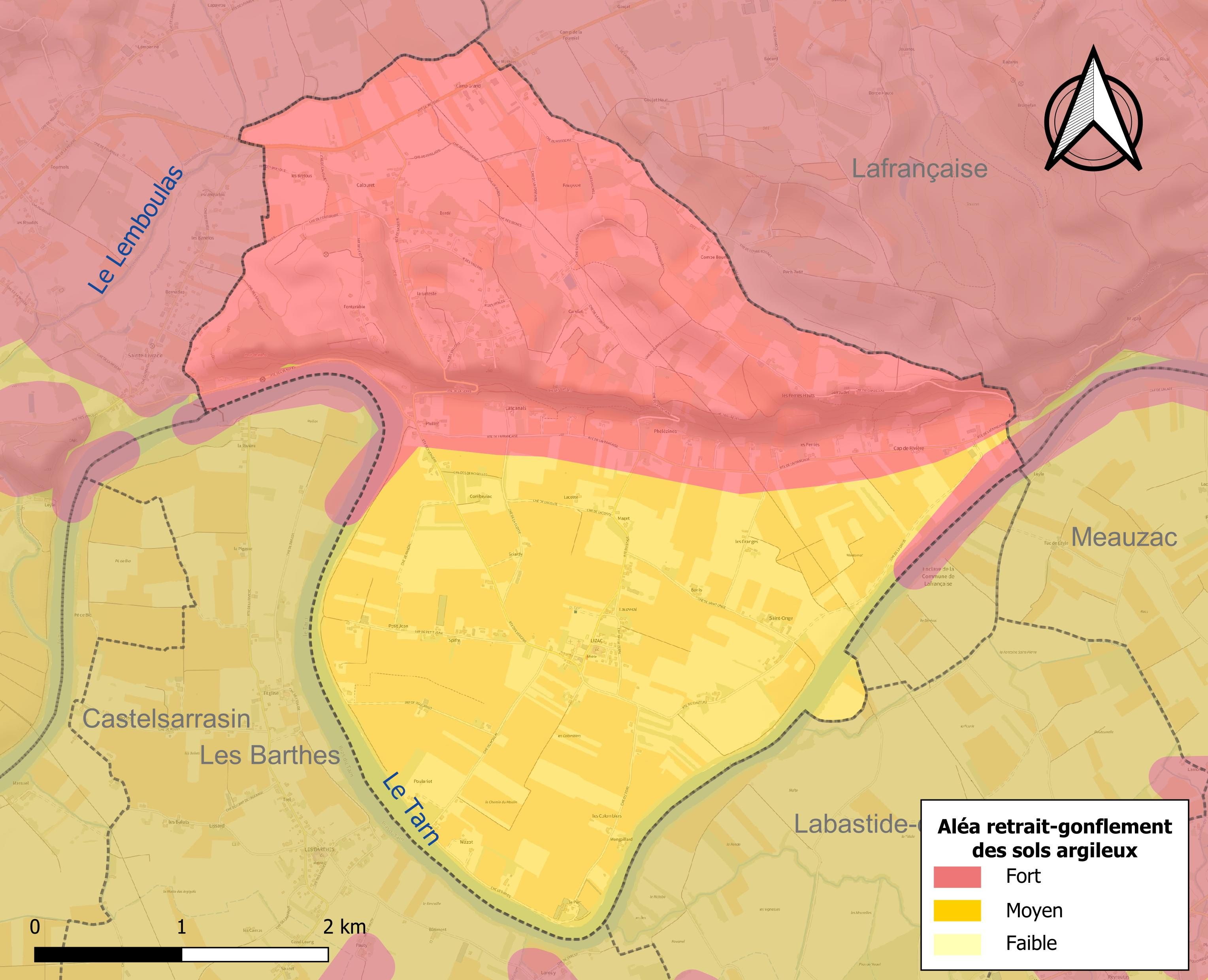
Carte des zones d'aléa retrait-gonflement des sols argileux de Lizac.

Les mouvements de terrains susceptibles de se produire sur la commune sont des tassements différentiels.
Le retrait-gonflement des sols argileux est susceptible d'engendrer des dommages importants aux bâtiments en cas d’alternance de périodes de sécheresse et de pluie. La totalité de la commune est en aléa moyen ou fort (92 % au niveau départemental et 48,5 % au niveau national). Sur les 230 bâtiments dénombrés sur la commune en 2019, 230 sont en aléa moyen ou fort, soit 100 %, à comparer aux 96 % au niveau départemental et 54 % au niveau national. Une cartographie de l'exposition du territoire national au retrait gonflement des sols argileux est disponible sur le site du BRGM,.
Par ailleurs, afin de mieux appréhender le risque d’affaissement de terrain, l'inventaire national des cavités souterraines permet de localiser celles situées sur la commune.
Concernant les mouvements de terrains, la commune a été reconnue en état de catastrophe naturelle au titre des dommages causés par la sécheresse en 1989, 1991, 1992, 2000, 2003, 2006 et 2017 et par des mouvements de terrain en 1999.

#### Risques technologiques
Le risque de transport de matières dangereuses sur la commune est lié à sa traversée par des infrastructures routières ou ferroviaires importantes ou la présence d'une canalisation de transport d'hydrocarbures. Un accident se produisant sur de telles infrastructures est susceptible d’avoir des effets graves sur les biens, les personnes ou l'environnement, selon la nature du matériau transporté. Des dispositions d’urbanisme peuvent être préconisées en conséquence.
La commune est en outre située en aval du barrage de Pareloup, un ouvrage de classe A dans l'Aveyron sur les rivières Aveyron et Viaur, disposant d'une retenue de 169 millions de mètres cubes. À ce titre elle est susceptible d’être touchée par l’onde de submersion consécutive à la rupture de cet ouvrage.

## Toponymie
Les habitants de la commune sont appelés les Lizacais.
Les formes anciennes sont les suivantes : Lizag, en 1085-1115, villa de Liciaco, en latin, en 1091-1092, Lizago, en 1090-1093, sancti Stephani de Liciaco, en latin, en 1096, Lizag, en 1109-1110 et en 1126, de Liciaco, en latin, en 1130, Lizac, en 1130 et en 1200, Lisiaco, en latin, en 1202 e 1212, Sancti Stephani de Lizaco, en latin, en 1240, Lizaco, Lhisaco, en latin, en 1268, Lizacum, en latin, en 1270, mansis de Lisaco, en latin, en 1271, capellania de Lhisaco, en latin, en 1326 et vers 1400, Lizac, en 1526, Sanctus Martialis de Lizaco, aliter de Liciaco, en latin, en 1580, Sancti Martialis de Lizaco, en latin, en 1640. Le nom de Lizac devrait venir d'un nom latin d'homme *Lisius, pas attesté, avec le suffixe gaulois -āco(n) (selon Dauzat, Nègre, puis Burgan et Lafon),, ou d'un nom gaulois d'homme Lētios, selon Delamarre (Letius, « le gris », attesté). De toute façon, Lizac était probablement un ancien grand domaine antique qui avait comme maître *Lisius ou Lētios.
Sancti Stephani est le nom d'une ancienne église Saint-Étienne, disparue. Sancti Martialis représente l'église plus récente et celle actuelle, Saint-Martial. Les formes Lizag, avec finale sonore, représentent une ancienne prononciation : L.. -āco(n) > Lizago (sonorisation de la sourde [-k-] en position intervocalique) > Lizag (amuïssement de la finale atone) > Lizac (assourdissement des finales consonantiques sonores). La finale -g peut rester quelque temps dans l'écriture après son assourdissement effectif.
Signalons une étymologie populaire (voir paragraphe suivant) : le nom est censé venir de la lisa ['lizɔ], « limon, boue ».

## Histoire
L’étymologie (populaire) parle d’elle-même : ce village est un enfant de la lise, terre fertile et limoneuse du Tarn généreux, pourvoyeuse séculaire de fruits charnus et de ceps enviés. Si une ancienne occupation préhistorique puis gallo-romaine du site est attestée, c’est au Moyen Âge que le bourg prend son essor au milieu de marais relativement insalubres assainis par des moines. La terre, fécondée par la rivière, au gré des crues, se pare à l’envi de blés dans la plaine ; tandis que les coteaux  se couvrent peu à peu de vignes bariolées. Symbiose excellente qui se parachève avec un XIXe siècle triomphal, qui est couronné le 3 novembre 1863 par une accession, difficile mais méritée, à l’indépendance sous l’égide de la famille De Saint Cirq : la simple paroisse Saint-Martial de Lizac devient commune coupant résolument le double cordon ombilical qui la reliait administrativement à Moissac et à Lafrançaise.
Avec le XXe siècle, Lizac semble prendre le parti des mutations tous azimuts : la rivière prend moins d'importance ; on la délaisse d’autant plus que les inondations de 1930 ont fait des ravages. Les orpailleurs ont quitté les lieux et les passeurs qui rendaient si proches les communes de l’autre rive ne sont plus, laissant la place aux touristes. On se tourne désormais, le réseau routier et le chasselas aidant, vers la capitale économique, vers Moissac. En 1994, un jumelage avec la bretonne Quelneuc, rendue indépendante la même année, semble venir couronner le millénaire, parachevant ainsi une volonté non dissimulée de marier tradition et modernité dans un élargissement inexorable, mais nécessaire d’horizons restés jusque-là un peu limités.

## Politique et administration

### Administration municipale
Le nombre d'habitants au recensement de 2017 étant compris entre 500 et 1499, le nombre de membres du conseil municipal pour l'élection de 2020 est de quinze,.

### Rattachements administratifs et électoraux
La commune fait partie de la deuxième circonscription de Tarn-et-Garonne de la communauté de communes Terres des Confluences et du canton de Moissac (avant le redécoupage départemental de 2014, Lizac faisait partie du canton de Moissac-2).

### Liste des maires
| Période                                  | Période   | Identité             | Étiquette | Qualité                                                            |
| ---------------------------------------- | --------- | -------------------- | --------- | ------------------------------------------------------------------ |
| 1863                                     | 1874      | Bernard Falguieres   |           |                                                                    |
| 1874                                     | 1876      | Antoine Belloc       |           |                                                                    |
| 1876                                     | 1878      | Bernard Falguieres   |           |                                                                    |
| 1878                                     | 1884      | Raymond Nougayrede   |           |                                                                    |
| 1884                                     | 1892      | Bernard Falguieres   |           |                                                                    |
| 1892                                     | 1937      | Eugène Falguieres    |           |                                                                    |
| 1937                                     | 1977      | Frédéric Saintemarie |           |                                                                    |
| 1977                                     | mars 2001 | Maurice Chauderon    |           |                                                                    |
| mars 2001                                | mars 2008 | Guy Tauriac          |           |                                                                    |
| mars 2008                                | En cours  | Bernard Garguy       | PRG       | Cadre supérieur Président de la Communauté de communes (2017-2020) |
| Les données manquantes sont à compléter. |           |                      |           |                                                                    |

## Population et société

### Démographie
L'évolution du nombre d'habitants est connue à travers les recensements de la population effectués dans la commune depuis 1866. Pour les communes de moins de 10 000 habitants, une enquête de recensement portant sur toute la population est réalisée tous les cinq ans, les populations de référence des années intermédiaires étant quant à elles estimées par interpolation ou extrapolation. Pour la commune, le premier recensement exhaustif entrant dans le cadre du nouveau dispositif a été réalisé en 2005.

En 2022, la commune comptait 545 habitants, en évolution de +7,5 % par rapport à 2016 (Tarn-et-Garonne : +3,12 %, France hors Mayotte : +2,11 %).
| 1866 | 1872 | 1876 | 1881 | 1886 | 1891 | 1896 | 1901 | 1906 |
| ---- | ---- | ---- | ---- | ---- | ---- | ---- | ---- | ---- |
| 769  | 758  | 705  | 628  | 602  | 577  | 585  | 547  | 560  |

| 1911 | 1921 | 1926 | 1931 | 1936 | 1946 | 1954 | 1962 | 1968 |
| ---- | ---- | ---- | ---- | ---- | ---- | ---- | ---- | ---- |
| 550  | 520  | 525  | 590  | 531  | 489  | 506  | 472  | 455  |

| 1975 | 1982 | 1990 | 1999 | 2005 | 2006 | 2010 | 2015 | 2020 |
| ---- | ---- | ---- | ---- | ---- | ---- | ---- | ---- | ---- |
| 418  | 445  | 452  | 414  | 439  | 437  | 482  | 501  | 539  |

| 2022 | - | - | - | - | - | - | - | - |
| ---- | - | - | - | - | - | - | - | - |
| 545  | - | - | - | - | - | - | - | - |

| selon la population municipale des années : | 1968 | 1975 | 1982 | 1990 | 1999 | 2006 | 2009 | 2013 |
| Rang de la commune dans le département      | 86   | 106  | 83   | 89   | 94   | 99   | 99   | 97   |
| Nombre de communes du département           | 195  | 195  | 195  | 195  | 195  | 195  | 195  | 195  |

## Économie

### Revenus
En 2018, la commune compte 210 ménages fiscaux, regroupant 545 personnes. La médiane du revenu disponible par unité de consommation est de 18 900 € (20 140 € dans le département).

### Emploi
|                | 2008  | 2013   | 2018   |
| -------------- | ----- | ------ | ------ |
| Commune        | 5,6 % | 13 %   | 5,8 %  |
| Département    | 8,4 % | 10,2 % | 10,3 % |
| France entière | 8,3 % | 10 %   | 10 %   |

En 2018, la population âgée de 15 à 64 ans s'élève à 315 personnes, parmi lesquelles on compte 76,7 % d'actifs (70,9 % ayant un emploi et 5,8 % de chômeurs) et 23,3 % d'inactifs,. Depuis 2008, le taux de chômage communal (au sens du recensement) des 15-64 ans est inférieur à celui de la France et du département.
La commune fait partie de la couronne de l'aire d'attraction de Moissac, du fait qu'au moins 15 % des actifs travaillent dans le pôle,. Elle compte 118 emplois en 2018, contre 111 en 2013 et 107 en 2008. Le nombre d'actifs ayant un emploi résidant dans la commune est de 229, soit un indicateur de concentration d'emploi de 51,7 % et un taux d'activité parmi les 15 ans ou plus de 57,7 %.
Sur ces 229 actifs de 15 ans ou plus ayant un emploi, 70 travaillent dans la commune, soit 31 % des habitants. Pour se rendre au travail, 90,7 % des habitants utilisent un véhicule personnel ou de fonction à quatre roues, 4,7 % s'y rendent en deux-roues, à vélo ou à pied et 4,6 % n'ont pas besoin de transport (travail au domicile).

### Activités hors agriculture

#### Secteurs d'activités
31 établissements sont implantés  à Lizac au 31 décembre 2019. Le tableau ci-dessous en détaille le nombre par secteur d'activité et compare les ratios avec ceux du département,.
| Secteur d'activité                                                                                        | Commune | Commune | Département |
| Secteur d'activité                                                                                        | Nombre  | %       | %           |
| --- | ------- | ------- | ----------- |
| Ensemble                                                                                                  | 31      |         |             |
| Industrie manufacturière, industries extractives et autres                                                | 7       | 22,6 %  | (9,6 %)     |
| Construction                                                                                              | 7       | 22,6 %  | (14,9 %)    |
| Commerce de gros et de détail, transports, hébergement et restauration                                    | 4       | 12,9 %  | (29,7 %)    |
| Activités financières et d'assurance                                                                      | 1       | 3,2 %   | (3,4 %)     |
| Activités immobilières                                                                                    | 1       | 3,2 %   | (3,3 %)     |
| Activités spécialisées, scientifiques et techniques et activités de services administratifs et de soutien | 1       | 3,2 %   | (14,1 %)    |
| Administration publique, enseignement, santé humaine et action sociale                                    | 5       | 16,1 %  | (13,6 %)    |
| Autres activités de services                                                                              | 5       | 16,1 %  | (9,3 %)     |

Le secteur de la construction est prépondérant sur la commune puisqu'il représente 22,6 % du nombre total d'établissements de la commune (7 sur les 31 entreprises implantées  à Lizac), contre 14,9 % au niveau départemental.

#### Entreprises et commerces
L'entreprise ayant son siège social sur le territoire communal qui génère le plus de chiffre d'affaires en 2020 est : 
- Thanatopraxie Sud, services funéraires (342 k€)

### Enseignement
Lizac fait partie de l'académie de Toulouse.
École communale de type alsacien (reconstruction à la suite des inondations de 1930).

### Agriculture
La commune est dans le « Bas-Quercy de Montpezat », une petite région agricole couvrant une bande nord  du département de Tarn-et-Garonne. En 2020, l'orientation technico-économique de l'agriculture  sur la commune est la culture de fruits ou d'autres cultures permanentes. 
|               | 1988 | 2000 | 2010 | 2020 |
| ------------- | ---- | ---- | ---- | ---- |
| Exploitations | 59   | 45   | 37   | 26   |
| SAU (ha)      | 871  | 621  | 524  | 581  |

Le nombre d'exploitations agricoles en activité et ayant leur siège dans la commune est passé de 59 lors du recensement agricole de 1988  à 45 en 2000 puis à 37 en 2010 et enfin à 26 en 2020, soit une baisse de 56 % en 32 ans. Le même mouvement est observé à l'échelle du département qui a perdu pendant cette période 57 % de ses exploitations,. La surface agricole utilisée sur la commune a également diminué, passant de 871 ha en 1988 à 581 ha en 2020. Parallèlement la surface agricole utilisée moyenne par exploitation a augmenté, passant de 15 à 22 ha.

### Culture et festivités
Salle des fêtes polyvalente,
Lieu de tournage du film Le Lieu du crime.

### Activités sportives
Chasse, pétanque, pêche, Moto-cross

## Culture locale et patrimoine

### Lieux et monuments

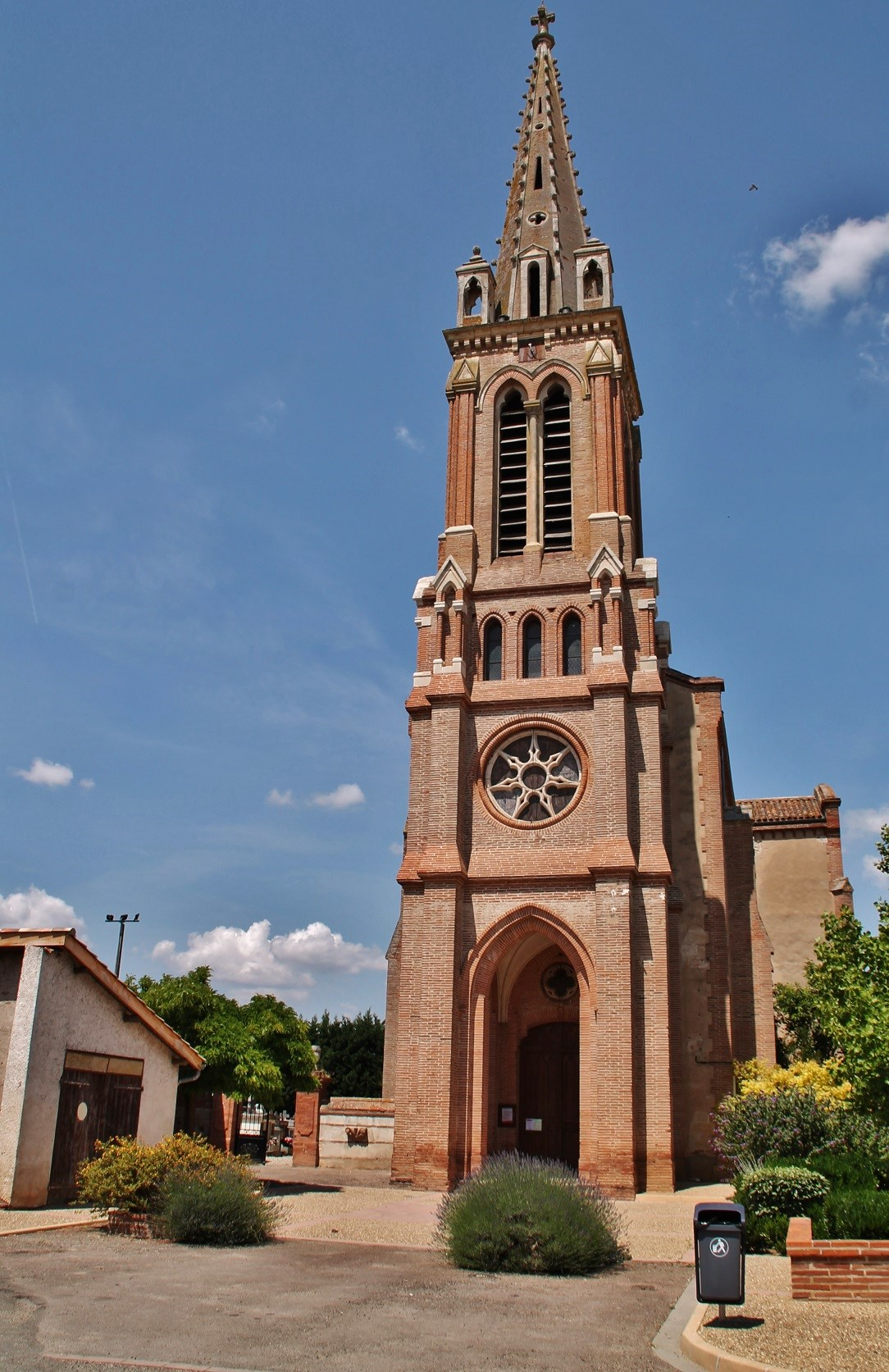
Église Saint-Martial.

- Église Saint-Martial de Lizac du XIXe siècle est le final d'une histoire originale ; elle possède en son chœur, un tableau de sainte Catherine, époque moderne, classé. L'édifice est référencé dans la base Mérimée et à l'Inventaire général Région Occitanie[56]. Plusieurs objets sont référencés dans la base Palissy[56].
- Mairie.
- Château fief de la famille De Saint Cirq.
- Fontaine de 1800.

## Pour approfondir